# Mandevilla karwinskii
Mandevilla karwinskii är en oleanderväxtart som först beskrevs av Müll.Arg., och fick sitt nu gällande namn av William Botting Hemsley. Mandevilla karwinskii ingår i släktet Mandevilla och familjen oleanderväxter. Inga underarter finns listade i Catalogue of Life.